# 杉山康彦
杉山 康彦（すぎやま やすひこ、1924年5月7日 ‐ 2005年9月30日）は、日本の日本文学者。
専門は日本文学、文学・言語表現論。
和光大学名誉教授。元和光大学学長。

## 人物・略歴
広島県広島市生まれ（父母の原籍は岐阜県）。愛知県第一中学校に1年通学後、東京陸軍幼年学校（42期）に進学。陸軍予科士官学校を経て、1944年4月に陸軍士官学校（57期）を卒業、少尉に任官し近衛歩兵第三聯隊へ配属される。その後、スマトラ島（インドネシア）に中隊長として赴任。中尉に任官後、陸軍士官学校区隊長（教官）を命ぜられ、日本への帰還途中にサイゴン（現ホーチミン市）にて終戦を迎える。

サイゴンの日本軍司令部にて、敗戦処理に当たったのち、1946年8月に帰還。
1947年4月、東京大学文学部国文学科入学。
大学在学中に益田勝実、難波喜造とともに「日本文学史研究会」を結成し、1949年にガリ版刷りの雑誌『日本文学史研究』を創刊。
1950年3月、東京大学文学部国文学科卒業。
1950年4月、東京大学大学院に進学するとともに、専修大学図書館司書就任。
1954年4月、専修大学講師就任、図書館司書兼務。
1966年4月、和光大学開学に伴い、和光大学人文学部に助教授として就任。
1968年4月、和光大学人文学部教授就任。
1978年6月20日、レニングラード大学（現サンクトペテルブルク大学）東洋学部日本語科創立80周年記念行事において客員教授として、「ロシア・ソビエト文学と日本文学」について講演。
1982年1月、「核・安保を考える会」を立ち上げ、学内の教員等と『核・安保を考える』を創刊。
1984から1987年まで、日本文学協会委員長。
1988年10月から11月にかけて、北京外語学院（現北京外国語大学）にて客員教授として「日本文学史」について集中講義。
1992年、第21回川崎市文化賞受賞。
1993年4月から1997年3月まで、和光大学学長。
1995年3月に和光大学 教授を定年退職。
1995年4月、和光大学名誉教授。
1995年から1997年まで和光大学総合文化研究所所長。
2005年9月30日、心不全のため 81 歳にて永眠。

## 著書
- 『芸術と疎外 ― リアリズムの論理 ― 』　紀伊國屋書店〈紀伊國屋新書〉1964

　　　／新装版1980／精選復刻紀伊國屋新書１994／eBook　精選復刻紀伊國屋新書 NetLibrary 2006  
- 『読書と人生 ― 自立的読書のすすめ ― 』 三一書房〈高校生新書〉1966　装丁・カット　杉山逸子
- 『散文表現の機構』 三一書房 1974
- 『ことばの藝術－言語はいかにして文学となるか－』大修館書店 1976　カット　杉山逸子
- 『川崎の文学を歩く』 多摩川新聞社 1992

## 共著書
- 『日本文学講座』日本文学協会編　第2巻　日本の詩歌　東京大学出版会　1954　高木市之助ほか著
- 『志賀直哉』日本文学研究資料叢書　日本文学研究資料刊行会編　有精堂出版　1970-1978　谷川徹三ほか著
- 『文学教育実践講座』小学校編、中学校編　有信堂　1971　岩沢文雄ほか編
- 『言語と表現』（萬葉集講座　第3巻）有精堂出版　1973　久松潜一　監修
- 『心に残る教師のこと』明治図書出版　1973　椋鳩十ほか著
- 『青年の環』論集　河出書房新社　1974　埴谷雄高編
- 『万葉集の鑑賞』（万葉集3）大東急記念文庫　1977　犬養孝ほか講述
- 『日本文学研究の方法』日本文学研究資料叢書　日本文学研究資料刊行会編　有精堂出版　1977-1984　風巻景次郎ほか著
- 『戦火の中の青春』和光学園戦争記録編集委員会編　民衆社　1983
- 『日本文学講座2　文学史の諸問題』日本文学協会編　大修館書店　1987　亀井秀雄ほか著
- 『日本歌語事典』 大修館書店 1994 　佐々木幸綱・林巨樹 共編著